# Абі-Істада (озеро)
А́бі-Іста́да, Абі-Істадаї-Газні — мілководне солоне озеро на півдні Афганістану, на території резервату Абі-Істада. Розташоване на висоті 2 133 м.
Озеро є місцем проживання рідкісних видів птахів — гніздяться фламінго, зимує білий журавель.